# Полянський Іван
Іван Полянський (? — 1746) — львівський ливарник першої половини XVIII століття. Батько ливарника Теодора Полянського.
Був вихований у греко-католицькому звичаї. 1738 року, спочатку за однорічним контрактом, після Петра Солонецького отримав ливарню між мурами Галицької брами Львова. 23 квітня 1740 разом з дружиною Анною з Яхимовичів підписав трирічний контракт на керівництво ливарнею, який потім пролонгували. Виготовляв оздоби, дзвони. Йому приписують 12 бронзових фігур, званих «апостолками» (7 з них з 1740 року знаходяться в Історичному музеї Львова). Робив орнаменти для гербу Львова, плоскорізьб апостолів Івана, Матвія, Юди-Тадея, Варфоломія, Томи, Якова (молодшого), Андрія.